# フィリップ・ユルプル

クレルモン伯フィリップの紋章

フィリップ・ユルプル（Philippe Hurepel, 1200年9月 - 1234年7月19日）は、フランスの王族。クレルモン伯（在位：1218年 - 1234年）、ブローニュ伯（在位：1223年 - 1234年）。フランス王フィリップ2世と3番目の妃アニェス・ド・メラニーの息子。ルイ8世の異母弟。フィリップ2世とアニェスの結婚は無効とされたため、息子フィリップも庶子とされた。
母の死後、教皇庁により実姉マリーとともに嫡子と認められたものの王子としての地位は不安定であった。

## 生涯
1218年にクレルモン伯に叙せられた。1223年にブローニュ、モルタン、オマール、ダンマルタンの女伯であったマティルド・ド・ダンマルタン（マティルド・ド・ブローニュ）と結婚し、妻の共同統治者としてこれらの伯位を得た。2人の間には1男1女が生まれた。
1226年に異母兄ルイ8世が没すると、その未亡人で新王ルイ9世の摂政となったブランシュ・ド・カスティーユに対して反乱を起こしたが鎮圧された。
1234年、馬上槍試合で一騎討ちを行った際にホラント伯フロリス4世を事故死させ、同日その後クレーヴェ伯ティエリー5世との一騎打ちで事故死した。

## 子女
マティルドとの間に以下の1男1女をもうけた。
- ジャンヌ（1219年 - 1252年） - ヌヴェール伯継ゴーシェ（シャティヨン家）と結婚。モルタン女伯。
- アルベリク（1222年 - 1284年以降） - クレルモン伯、モルタン伯、イングランドに移住。

マティルドは後のポルトガル王アフォンソ3世と再婚した。